# Энгстлер, Эмили
Эмили Энн Энгстлер (англ. Emily Ann Engstler; род. 1 мая 2000 года в боро Куинс, Нью-Йорк, штат Нью-Йорк, США) — американская профессиональная баскетболистка, выступающая в женской национальной баскетбольной ассоциации за команду «Вашингтон Мистикс». Была выбрана на драфте ВНБА 2022 года в первом раунде под общим четвёртым номером клубом «Индиана Фивер». Играет на позиции лёгкого форварда и тяжёлого форварда.

## Ранние годы
Эмили родилась 1 мая 2000 года в Куинсе, крупнейшем по территории боро Нью-Йорка, в семье Уильяма и Мэрилин Энгстлер, у неё есть брат и сестра, училась сначала в региональной школе Христ-зе-Кинг (район Миддл-Вилладж), а затем в подготовительной школе Сент-Фрэнсис (район Фреш-Медоуз), в которых играла за местные баскетбольные команды.